# Corredor Mormó

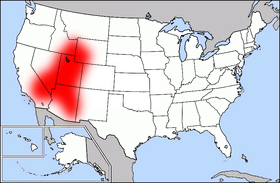
En vermell, la regió coneguda com "Corredor Mormó"

Es denomina Corredor Mormó (en anglès, "Mormon Corridor") a una àmplia regió de l'oest dels Estats Units caracteritzada per la gran quantitat de seguidors de l'Església de Jesucrist dels Sants dels Darrers Dies. Establerts originalment a l'estat de Utah, la seva influència es va anar expandint a altres estats com Idaho i Nevada. També hi ha un nombre important de mormons en els estats de Califòrnia, Wyoming i Arizona.

## Nombre de fidels
Es calcula que el 72% dels residents de Utah professen la religió mormona. En termes relatius, també són importants les comunitats mormones d'Idaho (27%) i Nevada (7%). En termes absoluts, no obstant això, la segona comunitat mormona més important dels Estats Units es troba a Califòrnia, on els seguidors d'aquesta fe s'estimen en més de 700.000.

### Utah i Idaho
Segons el Departament de Geografia Etnogràfica i Social de la Valparaiso University, els seguidors de l'Església de Jesucrist dels Sants dels Darrers Dies representen més del 50% de la població en 25 dels 29 comtats de Utah (tots menys Grand, Sant Joan, Summit i Carbon) i en 11 comtats de Idaho (Cassia, Oneida, Franklin, Bear Lake, Caribou, Bingham, Bonneville, Butte, Jefferson, Madison i Fremont).